# ウルフヘレ (マーシア王)
ウルフヘレ（Wulfhere、? - 675年）は、七王国時代のマーシア王国の王（在位：658年 - 675年）。父はマーシア王ペンダ。キリスト教に帰依した最初のマーシア王として知られる。しかしながら彼がいつ、どのようにキリスト教徒になったのかは分かってはいない。
彼の登場により、ノーサンブリア王のオスウィは南イングランドの宗主権を失い、代わりに彼がその権力を握った。彼はウェセックスの領土を侵略、現在のバークシャー、オックスフォードシャー、バッキンガムシャーの広範に及ぶテムズ川上流域の渓谷地帯を手中に収め、また南部のワイト島、現ハンプシャーのメオン川流域を侵略、改宗の際に自らがその名付け親となった（すなわち義理の「親」として影響力のある）ケント王のエゼルワルホに与えた。自らはケント王エオチェンベルートの娘エルメニルダを妻とした。
655年に父ペンダがウィンウェドの戦いで戦死、息子のペーダが継ぐとノーサンブリア王オスウィが宗主のもとで従属に甘んじるようになったが、結局ペーダは殺されマーシアはノーサンブリアの支配下を受けてしまう。しかし658年にマーシア貴族たちがノーサンブリアへの反乱を起こすとウルフヘレは王位に、オスウィの支配を一掃させた。
670年に宿敵オスウィが死去、この時点でウルフヘレはアングロサクソン諸国の中で最も強力な王となる。660年代にかけて彼はイングランドハンバー川以南の宗主として覇権を握ったが、父ペンダのようにノーサンブリアに対してはその支配を及ぼす事はできなかった。674年に彼はオスウィの息子エクグフリスに戦いを挑むが敗北、675年に恐らくは病で没した。彼の死後マーシア王位は兄弟であるエゼルレッドに継がれた。